# Henrik VIII:s sex hustrur
Henrik VIII:s sex hustrur (engelska: The Six Wives of Henry VIII) är en TV-serie från 1970 producerad av BBC. Varje avsnitt handlar om en av drottningarna.
Serien sändes i sex avsnitt på TV2 10 april–15 maj 1970.
Serien gjordes 1972 om till film, med titeln Henrik VIII och hans sex hustrur, fortfarande med Keith Michell i rollen som kungen, men med andra skådespelare i rollerna som drottningarna. Den gjorde dock inte samma succé som TV-filmerna gjort.

## Rollista i urval
- Keith Michell – Henrik VIII
- Annette Crosbie – Katarina av Aragonien
- Dorothy Tutin – Anne Boleyn
- Anne Stallybrass – Jane Seymour
- Elvi Hale – Anna av Kleve
- Angela Pleasence – Katarina Howard
- Rosalie Crutchley – Katarina Parr